# ØØ Void
Albums de Sunn O)))
The Grimmrobe Demos
(1999) Flight of the Behemoth
(2002)
ØØ Void est le premier album du groupe de drone doom américain Sunn O))), sorti le 26 juin 2000 sur Southern Lord Records.
La piste "Rabbit's Revenge" est une reprise d'une obscure chanson des Melvins jouée seulement en live par le groupe à ses débuts. On peut d'ailleurs entendre un sample de la chanson originale extrait d'un enregistrement d'un concert après environ cinq minutes.

## Liste des pistes
1. Richard – 14:32
2. NN O))) – 15:15
3. Rabbits' Revenge – 14:01
4. Ra at Dusk – 14:43

## Personnel
- Stephen O'Malley - Guitare, basse
- Greg Anderson (en) - Guitare, basse
- Petra Haden - Violon, chant
- Scott Reeder - Basse
- Peter Stahl - chant